# Rymosia azorensis
Rymosia azorensis är en tvåvingeart som beskrevs av Chandler och Ribeiro 1995. Rymosia azorensis ingår i släktet Rymosia och familjen svampmyggor. Inga underarter finns listade i Catalogue of Life.